# Thyana
Thyana é um gênero de traça pertencente à família Arctiidae.